# 2020년 리야드 G20 정상회의
2020년 리야드 G20 정상회의는 G20의 15번째 정상회담이다. 2020년 11월 21일부터 11월 22일까지 사우디아라비아 리야드에서 개최되었으며, 코로나19 범유행의 여파로 인하여 화상 회의 형식으로 진행되었다.

## 같이 보기
- 2019년 오사카 G20 정상회의
- G20 정상회의 목록